# Friedrich Baethgen (historien)
Ne doit pas être confondu avec Friedrich Baethgen (théologien).
Friedrich Jürgen Heinrich Baethgen (né le 30 juillet 1890 à Greifswald et mort le 18 juin 1972 à Munich) est un historien allemand.

## Biographie
Friedrich Baethgen est issu d'une famille d'érudits. Son père est le professeur de théologie Friedrich Baethgen (1849-1905). Il passe son Abitur à Heidelberg. Il étudie ensuite l'histoire à Berlin et à Heidelberg. En 1913, il obtient son doctorat sous la direction de Karl Hampe sur la régence du pape Innocent III dans le royaume de Sicile. Il reste étroitement lié à son directeur de thèse après sa mort, en supervisant et en révisant son Deutsche Kaisergeschichte in der Zeit der Salier und Staufer. Pendant la Première Guerre mondiale, Baethgen est infirmier. En 1920, il obtient son habilitation avec une thèse sur la prétention des papes au vicariat impérial. De 1920 à 1923, il est employé permanent de la Monumenta Germaniae Historica et se charge de l'édition de la chronique de Johannes von Winterthur (de). Baethgen travaille d'abord comme maître de conférences privé et professeur associé à Heidelberg. Ses recherches se concentrent sur l'histoire de la papauté ; En 1927, il devient deuxième secrétaire de l'Institut historique allemand de Rome. Il est également professeur honoraire à Berlin. Dans la République de Weimar, il est temporairement membre du DNVP.
En 1929, neuf ans après son habilitation, Baethgen devient professeur titulaire d'histoire à Königsberg, succédant à Erich Caspar (de). De nombreuses procédures prometteuses ont précédemment échoué. Baethgen enseigne ensuite à Berlin de 1939 à 1948. Là, il devient membre de la Société du mercredi (de) en 1942, d'où sont issus des résistants au national-socialisme tels que Ludwig Beck et Ulrich von Hassell. En 1944, il devient membre à part entière de l'Académie prussienne des sciences, depuis 1969, il était membre étranger de l'Académie allemande des sciences à Berlin. Baethgen n'est pas membre du NSDAP, SS ou SA. En 1935, il ne rejoint que le NSV et le VDA. Dans sa thèse d'habilitation sur la recherche médiévale au début de la République fédérale d'Allemagne, Anne Christine Nagel (de) juge que Baethgen n'est pas contraint de procéder à des "ajustements politiques majeurs" au régime nazi avant même 1933 compte tenu de sa position professionnelle sûre. Elle ne considère pas les contacts avec la Société du mercredi comme une « résistance ». Pour Nagel, la collaboration de Baethgen en 1940 à l'édition de la série Die Neue Propyläen-Weltgeschichte (de) est le signe d'un manque de "peur du contact" avec une vision systémique de l'histoire, même si elle concède que sa propre contribution à la fin L'empire médiéval n'a pas d'opinions raciales ou politiques actuelles.
De 1948 à 1959, Baethgen est président de la Monumenta Germaniae Historica, basée à Munich sous son égide en 1949, où il devient également professeur honoraire. Il reçoit un doctorat honorifique de l'Université de Rome. En 1950, il devient membre de l'Académie bavaroise des sciences. Il en fut également le président de 1956 à 1964. À partir de 1948, il est membre de la commission historique de l'Académie bavaroise des sciences, où il dirige le département des « Jahrbücher der Deutschen Geschichte (de) » de 1948 à 1960. En 1959, il reçoit l'Ordre bavarois du Mérite. En 1964, il reçoit la Grand-Croix du Mérite avec étoile et ruban. Baethgen est resté célibataire.

## Travaux
- Mediaevalia. Aufsätze, Nachrufe, Besprechungen (= Schriften der Monumenta Germaniae Historica. Band 17). Hiersemann, Stuttgart 1960.
- Schisma und Konzilszeit, Reichsreform und Habsburgs Aufstieg. In: Gebhardt. Handbuch der deutschen Geschichte (de). Union Deutsche Verlags-Gesellschaft, 9. Auflage, Stuttgart 1970, S. 608–692.
- Der Engelpapst. Idee und Erscheinung. Koehler & Amelang, Leipzig 1943.
- Die Anfänge der Regentschaft Papst Innozenz III. im Königreich Sizilien. Winter, Heidelberg 1914.